# 龙陵新木姜子
龙陵新木姜子（学名：Neolitsea lunglingensis）为樟科新木姜子属下的一个种。